# Hôtel de ville de Saint-Louis du Mile-End
L'Hôtel de ville de Saint-Louis du Mile-End ou Caserne 30 est une caserne de pompiers et ancien hôtel de ville et poste de police de Saint-Louis du Mile-End, au coin de l'avenue Laurier et du boulevard Saint-Laurent à Montréal. Cité comme immeuble de valeur patrimoniale exceptionnelle par la ville de Montréal, il est conçu par l'architecte Joseph-Émile Vanier dans le style Château est construit entre 1904 et 1905. Sa maçonnerie doit être reconstruite entre 1908 et 1910, à cause des infiltrations d’eau,.
Il abrite le Musée des pompiers auxiliaires de Montréal, qui était fermé en raison des travaux de rénovations. Il est désormais accessible au public les dimanches après-midi de 13h30 à 16h et sur rendez-vous en se rendant au www.apamtl.ca